# Die hagere Liese

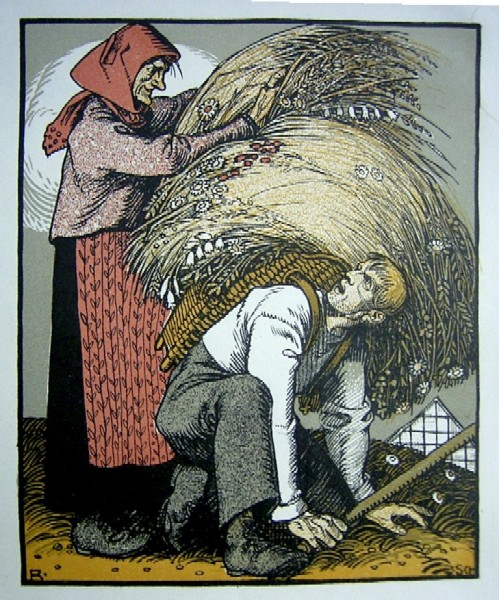
Illustration von Rudolf Schiestl (Sie äscherte sich ab von Morgen bis Abend und lud ihrem Mann, dem langen Lenz, so viel Arbeit auf, dass er schwerer zu tragen hatte als ein Esel an drei Säcken.)

Die hagere Liese ist ein Schwank (ATU 1430). Er steht in den Kinder- und Hausmärchen der Brüder Grimm ab der 4. Auflage von 1840 an Stelle 168 (KHM 168) und stammt aus Hans Wilhelm Kirchhofs Sammlung Wendunmuth.

## Inhalt
Liese arbeitet hart und plagt auch ihren Mann, den langen Lenz. Abends im Bett überlegt sie, wenn sie nun einen Gulden fände, und ihr einer geschenkt würde, und sie noch einen borgte und einen von ihm bekäme, wollte sie eine Kuh kaufen. Er freut sich, dass er dann Milch hätte. Sie schimpft, die Milch wäre fürs Kälbchen. Er drückt sie aufs Kissen, bis sie schläft.

## Herkunft

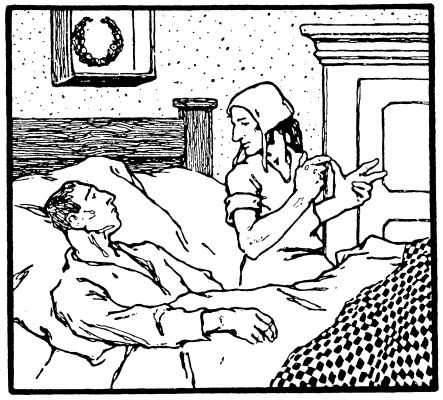
Illustration von Otto Ubbelohde, 1909

Der Eheschwank ist bei Kirchhoff Nr. 371 Ein weib wird muthwillig geschlagen. Wilhelm Grimm erfand die Namen Liese und Lenz, deren hitziges Temperament der Erzähler zu KHM 164 Der faule Heinz in Kontrast setzt. Die wörtlichen Reden wurden ausgeschmückt: „und wenn du dich auf den Kopf stellst, du kriegst keinen Tropfen Milch. Du langer Lenz“ ... „du Nimmersatt, du Strick, du fauler Heinz.“ Im Original dominierte die Prügelszene, mit Schlussmoral:
Sich zancken umb das man nicht hat,
Setzt gwissen schmertzen an die statt.